# 双龙镇 (中江县)
双龙镇，是中华人民共和国四川省德阳市中江县曾经下辖的一个镇。2019年12月，撤销双龙镇，将其所属行政区域划归龙台镇管辖。

## 行政区划
双龙镇撤销前下辖以下地区：
正街社区、大塘村、凤凰村、凉水村、青龙村、泉水村、宝顶村、九龙村、彭家沟村、汇水桥村、黄连垭村、老湾村、黄坡店村和驷马垭村。